# 保科昌彦
保科 昌彦（ほしな まさひこ、1963年 - ）は、日本の小説家・ホラー小説作家である。
香川県出身。2007年の時点では会社員を続けている。『相続人』で第10回日本ホラー小説大賞長編賞を受賞し、デビュー。

## 著作

### 若槻調査事務所の事件ファイルシリーズ
- ウィズ・ユー（2009年12月 東京創元社）
- 名探偵になりたくて（2012年4月 東京創元社）

### ノンシリーズ
- 相続人（2003年11月 角川ホラー文庫）
- オリフィス（2004年11月 角川ホラー文庫）
- ゲスト（2005年11月 角川ホラー文庫）
- 生還者（2007年4月 新潮社）
- グラウンド・ゼロ（2008年8月 角川書店）
- 贖罪の1オンス（2011年3月 祥伝社）